# Impactos ambientais da mineração

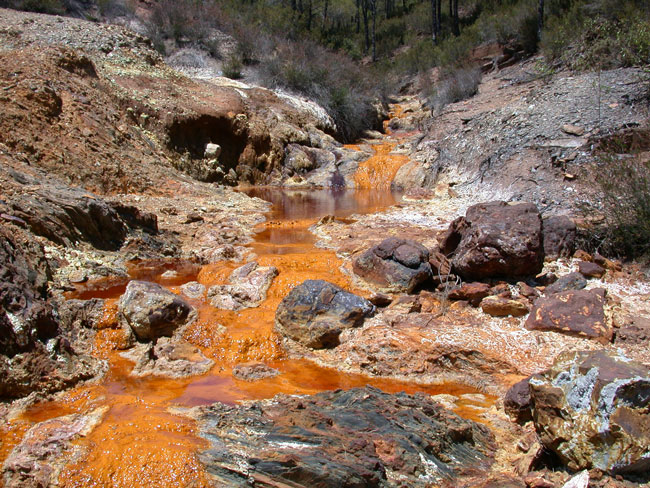
Drenagem ácida de minas no Rio Tinto

Os impactos ambientais da mineração são diversos e apresentam-se em diversas escalas ocorrer por meio de práticas de mineração direta e indireta, resultando desde problemas em escalas locais específicos até alterações biológicas, geomorfológicas, hídricas e atmosféricas de grandes proporções, entre os quais, erosão, fossas, perda de biodiversidade ou contaminação do solo, águas subterrâneas e águas superficiais pelos produtos químicos emitidos nos processos de mineração. Esses processos também têm um impacto na atmosfera, especialmente com as Emissões de CO2 que afetam a qualidade da saúde humana e da biodiversidade. Alguns métodos de mineração podem ter efeitos ambientais e de saúde pública tão significativos que as empresas de mineração em alguns países devem seguir rigorosos códigos ambientais e de reabilitação para garantir que a área minerada retorne ao seu estado original.

## Impactos genéricos

Imagem de satélite de Brumadinho antes e depois de rompimento da barragem, em 2019.

Abaixo das formas de relevo e das coberturas vegetais estão os recursos minerais. Para que estes sejam úteis à economia, precisam ser retirados da crosta terrestre, em um procedimento que causa grandes impactos ambientais.
Em uma extração a céu aberto, como na exploração do minério de ferro ou de manganês, há que se retirar a camada de cobertura vegetal que protege o solo e até mesmo o próprio solo, para então se chegar às camadas rochosas onde se encontram os minérios. Podemos identificar aí a primeira agressão feita pelas atividades extrativistas minerais ao meio ambiente natural. Após a devastação da mata e do solo, as formas de relevo também vão sendo alteradas, já que suas estruturas rochosas são retiradas para o aproveitamento dos minerais. No Brasil, este fato é perceptível em Itabira, Minas Gerais, por exemplo, onde montanhas inteiras foram retiradas da paisagem original.
Contudo, nem tudo o que é retirado da paisagem é aproveitado como recurso mineral, há toneladas de rejeitos, os quais são constantemente lançados em rios ou em lagoas, provocando a poluição destes cursos d'água. Pode ocorrer prejuízo à vida dos rios e lagoas, assim como à vida da população ribeirinha. Outro problema consequente da exploração de minérios a céu aberto é a poeira produzida pelas escavações, que polui o ar e provoca problemas respiratórios nos trabalhadores e nos moradores de vilas próximas.
O garimpo de ouro, por sua vez, feito por meio do desbarrancamento de encostas e da utilização do mercúrio, também cria grandes danos ao ambiente, primeiramente, ao desbarrancar as encostas dos morros com jatos d'água, os garimpeiros jogam grandes quantidades de lama nos cursos d'água, causando o assoreamento destes. Além disso, há a poluição dos rios pelo uso do mercúrio, causando a morte dos animais, dos vegetais e dos próprios humanos que se utilizam desta água.
Apesar de ter um impacto menor sobre a superfície, já que é realizada em profundidade, a exploração em minas traz grandes problemas sociais. Os trabalhadores de tais minas permanecem durante muito tempo abaixo da superfície, em ambientes insalubres pela falta de luz solar e pela má qualidade do ar, infestado de poeira saída da extração do carvão. como a do carvão em Santa Catarina.

## Principais acidentes com mineração no Brasil
- Rompimento de barragem em Mariana, 2015
- Rompimento de barragem em Brumadinho, 2019